# Pistorius sasyamai
Pistorius sasyamai är en kräftdjursart som beskrevs av Nunomura1990. Pistorius sasyamai ingår i släktet Pistorius och familjen klotkräftor. Inga underarter finns listade i Catalogue of Life.